# 男おばさん 燃えろ!デジタル部
『男おばさん 燃えろ!デジタル部』（おとこおばさんもえろデジタルぶ）とは、フジテレビで2008年4月6日から2010年9月5日まで毎月第1日曜日未明（土曜日深夜）に放送されていたトークバラエティ番組。2010年10月21日から毎月第3木曜日未明（水曜日深夜）に移動し『男おばさん ワンツーネクスト』として放送。

## 概要
架空の学校の部活動「デジタル部」の部長／副部長に扮した軽部真一と笠井信輔（いずれもフジテレビアナウンサー）が、話題のデジタルコンテンツ（HP、着ボイス、フラッシュ待受etc）を通じ、映画、音楽、演劇、ミュージカル等のエンタテインメント情報を紹介する。“部員”と称し、若手女子アナウンサーが制服で登場することも見所の一つ。

## 主なコーナー
〜スペシャル部員いらっしゃい〜
映画やドラマなどから、毎回ゲストを招き、作品の見所や、撮影時の裏話などについて、トーク展開を展開する。ゲストの意外な素顔が垣間見ることの出来る、フリップトークも人気である。
〜エナミくんの恋人〜
榎並大二郎アナがドラマやバラエティなど様々な現場へ突撃し、オリジナルコンテンツを賭け、出演者と勝負をするコーナー。
〜デジタル部員いらっしゃい〜
毎回、デジタル部員と称した女子アナウンサーが制服姿で登場。フジテレビオススメのデジタルコンテンツを紹介するコーナーである。出演した女性アナウンサーは、必ず、番組オリジナルの着ボイスを収録することになっている。これは、フジテレビケータイサイトよりダウンロード可能。

## 出演者
※全員フジテレビアナウンサー（出演時点）。
部長
- 軽部真一

副部長
- 笠井信輔

デジタル部員（これまでの出演順で番号が決まっている）
- 1号生野陽子
- 2号遠藤玲子
- 3号高島彩
- 4号松尾翠
- 5号加藤綾子
- 6号椿原慶子
- 7号榎並大二郎
- 8号阿部知代
- 9号中野美奈子
- 10号平井理央
- 11号中村仁美
- 12号斉藤舞子
- 13号伊藤利尋
- 14号戸部洋子
- 15号石本沙織
- 16号大島由香里
- 17号松村未央
- 18号山中章子
- 19号本田朋子
- 20号森本さやか
- 21号宮瀬茉祐子

ナレーション
- 牧原俊幸

解説キャラクター
- 松尾翠

## 豆知識
- 映画やドラマなどから招かれたゲストは“スペシャル部員”と呼ばれる。
- セットに掛けられている肖像画は、顧問の牧原俊幸である。

## 過去のスタジオゲスト
- 水川あさみ
- 木下優樹菜
- アイドリング!!![注 1]
- 田中麗奈
- 綾瀬はるか
- 南沢奈央
- 吉高由里子
- 瀬戸康史
- 温水洋一
- 曽我部恵一
- 伊藤淳史
- 木村了
- 田中圭
- 小日向文世
- 長澤まさみ
- 上野樹里
- 皆藤愛子
- 杏
- 志田未来
- 戸田恵梨香
- アヤカ・ウィルソン

## VTR出演
- ミーシャ・バートン
- 三谷幸喜
- 杉崎美香
- 榮倉奈々
- 瑛太
- オードリー

## スタッフ
- 企画：柴崎敦子
- 演出：エッコー森田
- プロデューサー：堀内善弘、津田真里
- 構成：佐藤修、福岡ナヲト
- ディレクター：田中智顕、山崎正幸
- AP：副島史郎、橋本英明、瀧澤航一郎、高橋あさみ、大貫隆一、相野谷智子
- AD：馬越脇弘章
- 編集：米本圭佑、村田夕華、小矢人、古賀大樹、竹元風人、江藤未穂
- MA：長堀真琴、竹田尚史、岡本拓海、桜井伸二
- 音効：無盡弘昭
- 美術：本田邦宏
- デザイン：雫石洋治